# Chelifera fontinalis
Chelifera fontinalis är en tvåvingeart som först beskrevs av Miller 1923.  Chelifera fontinalis ingår i släktet Chelifera och familjen dansflugor. Inga underarter finns listade i Catalogue of Life.